# Историческая реконструкция

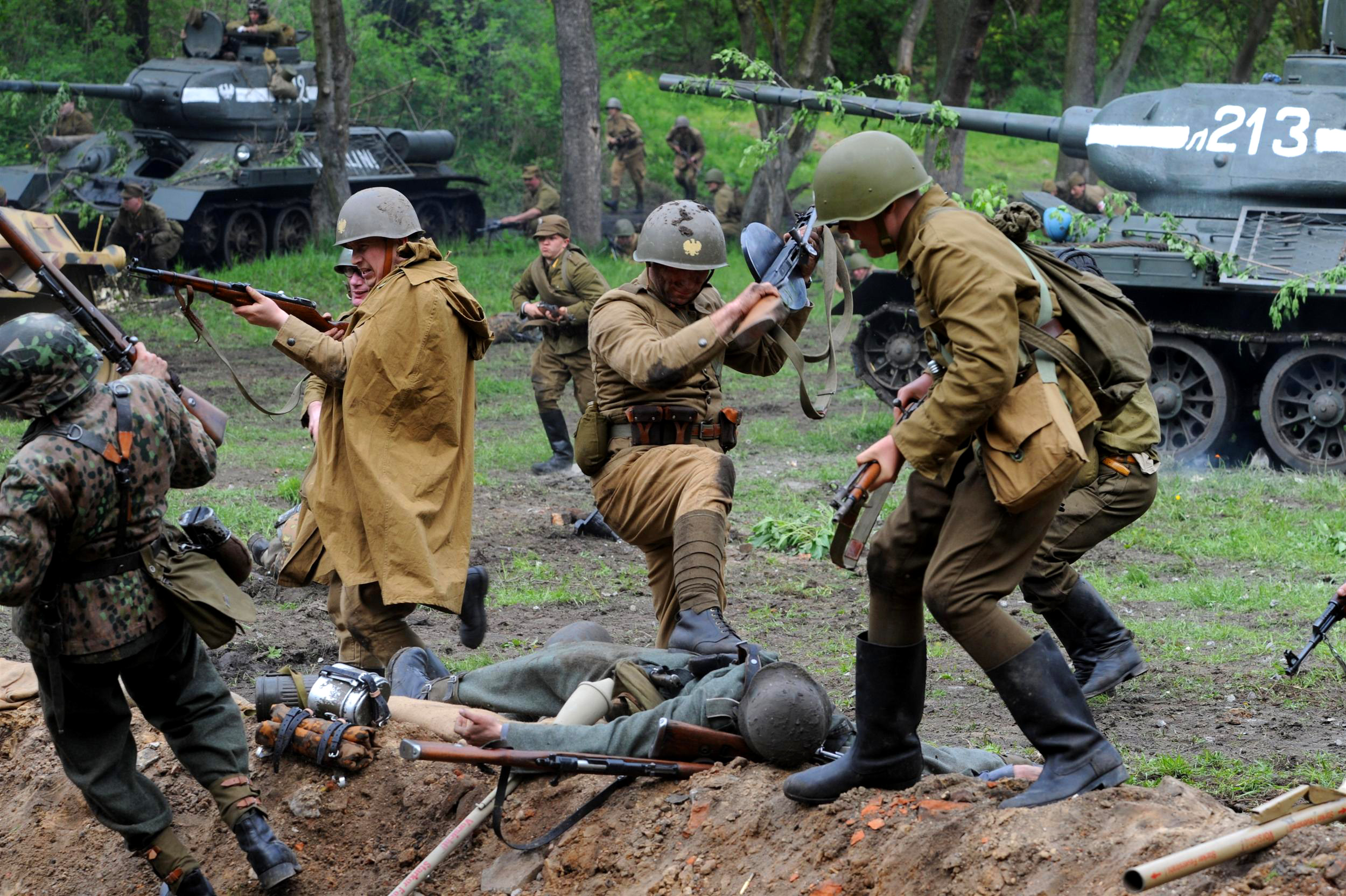
Битва за Берлин (польские реконструкторы), 2008 год

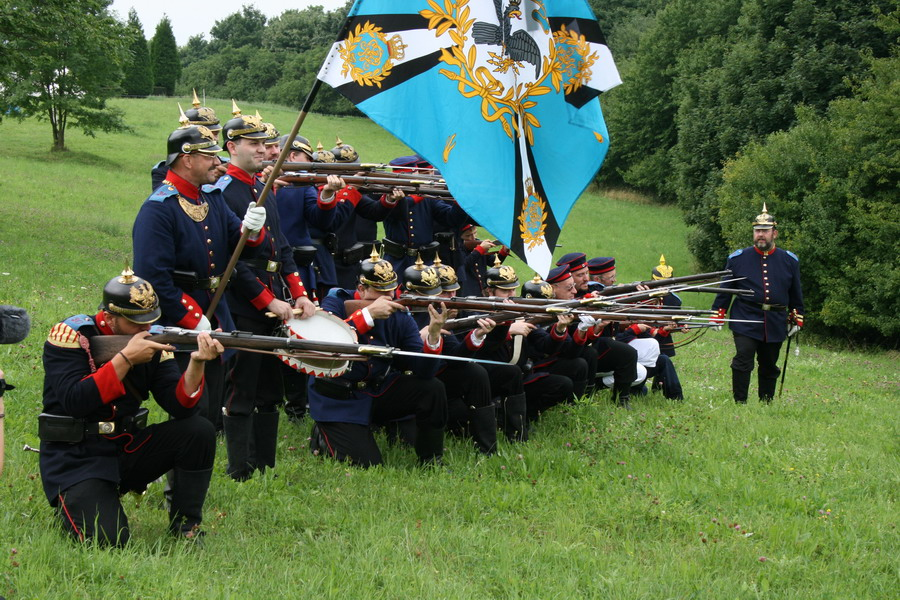
Прусские войска на реконструкции штурма Шпихернских высот Франко-прусской войны 1870-1871 годов у одноимённой деревушки во Франции

Историческая реконструкция — процесс воссоздания материальной или духовной культуры определённой исторической эпохи и региона (допустим, создание образца римского доспеха) либо воспроизведения исторического события (например, битвы при Аустерлице).
Движение исторической реконструкции получило распространение в кругу людей, увлекающихся историей, искусством и ролевыми играми живого действия. Как правило, увлечённым исторической реконструкцией интересно создание исторического комплекса, состоящего из костюма, доспеха, оружия и бытовых принадлежностей (по возможности из того же материала затрагиваемой эпохи) некоторого региона и исторического периода. Каждый элемент комплекса должен быть подтверждён какими-либо научными источниками (археологическими, изобразительными, письменными). Основной идеей реконструкции является применение на практике этого комплекса, в том числе для подтверждения или опровержения научных гипотез относительно возможностей использования тех или иных предметов.

## Терминология
Термин «историческая реконструкция» может употребляться в двух значениях:
1. Восстановление внешнего вида и конструкции объекта, теоретическое или практическое, основанное на его сохранившихся фрагментах, остатках, и имеющейся исторической информации о нём, с помощью современных методов исторической науки с использованием археологических, изобразительных и письменных источников. Говоря более просто, имеется в виду научно-исследовательская работа и процесс создания объекта (допустим, изучение средневековых миниатюр и летописей и пошив аутентичного худа XIV века).
2. Деятельность, направленная на восстановление исторических событий и быта в комплексе и вживую.

Историческая реконструкция связана с некоторыми другими явлениями и движениями, образованными вокруг исторического фехтования, стрельбы из лука и арбалета, исторического танца, ролевой игры, страйкбола, хардбола, косплея, бардовской и менестрельской песни. Основное отличие исторической реконструкции от ролевой игры заключается в том, что мероприятие исторической реконструкции требует полной исторической достоверности (часто вплоть до ручных швов на одежде), а на ролевой игре эта достоверность условна. То есть, говоря усреднённо, историческая реконструкция отображает внешнюю сторону, а ролевая игра внутреннюю.

## Направления исторической реконструкции

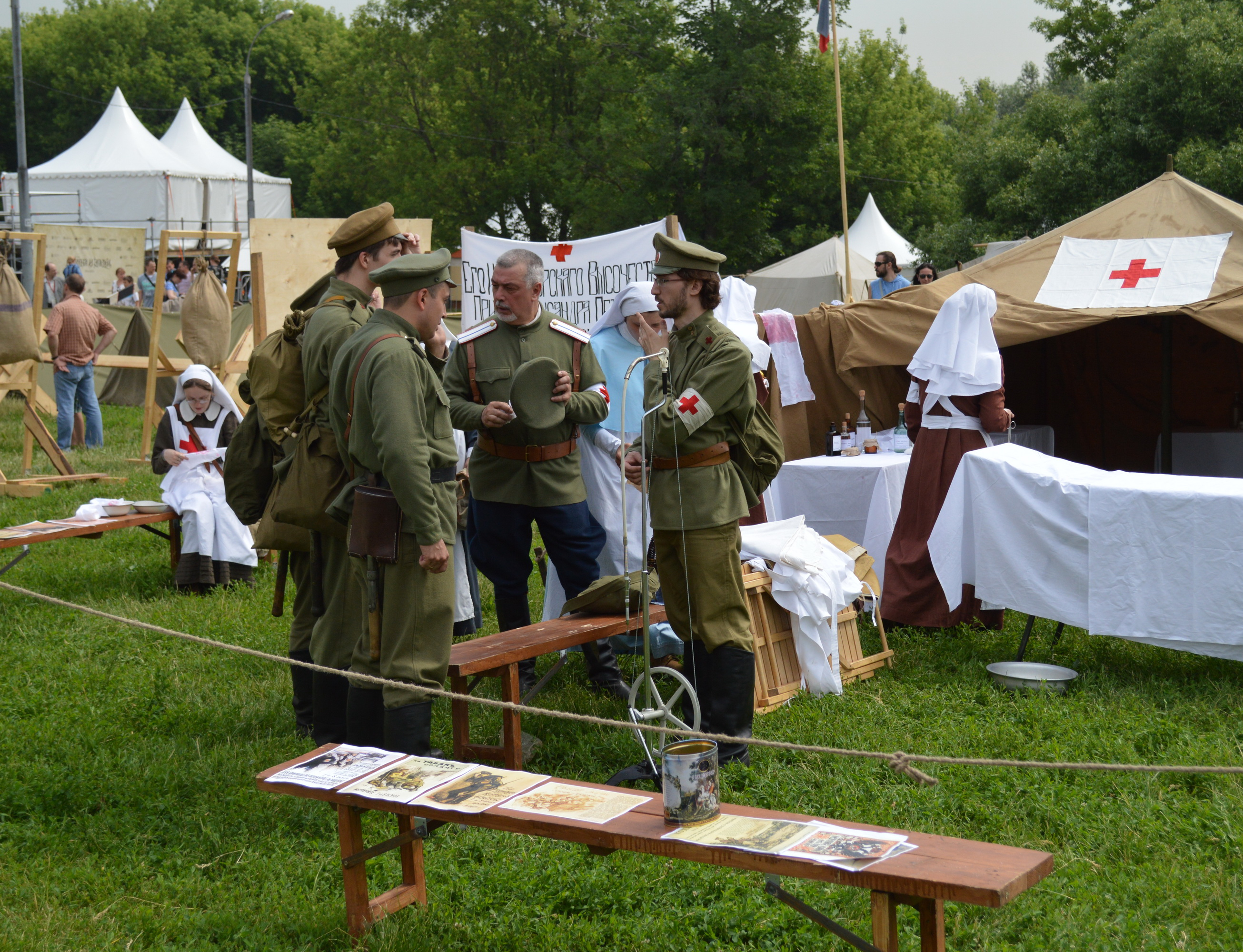
Фестиваль исторической реконструкции Времена и эпохи в 2014 году.

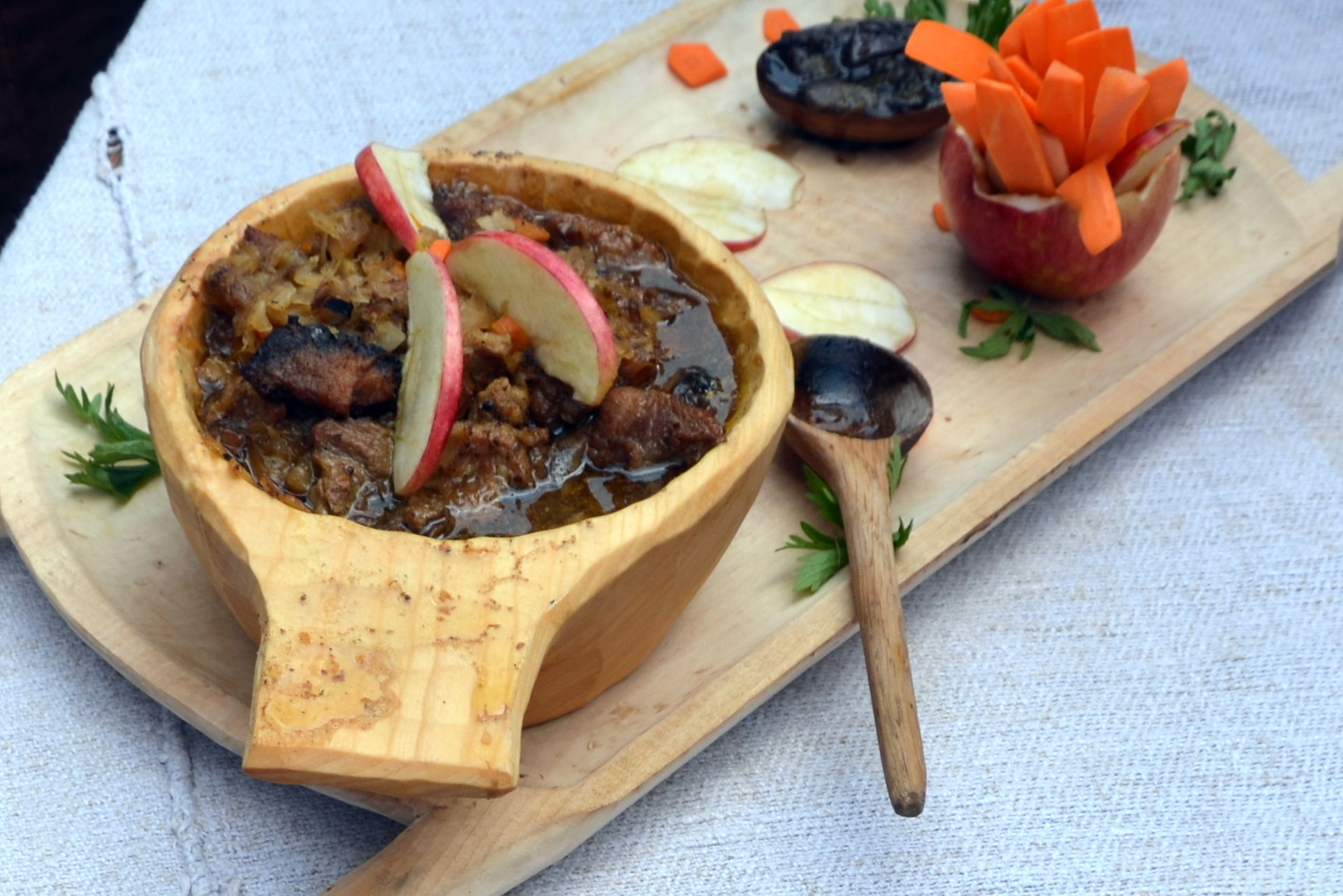
Еда раннего средневековья на Carpathian Festival of Archaeology, Польша

В рамках исторической реконструкции существуют различные направления:
- Историческое фехтование;
- Живая история[англ.] (или англ. living history) — научная дисциплина, находящаяся на пересечении таких дисциплин, как «экспериментальная археология» и «музейная педагогика». Живая история — это воссоздание повседневного быта жителей какого-либо места в определённый исторический период[1], обычно в форме организации «музея живой истории» и/или проведения «фестиваля живой истории», а также уроков «живой истории» в школах. Тут важно абсолютно всё, начиная от кроя и внешнего вида носимой одежды и заканчивая аутентичными рецептами кухни. Подобные мероприятия интересны не только самим участникам, но и зрителям, которые могут воочию посмотреть на нехрестоматийную историю своей страны, на то, как жили их предки. Данное направление очень популярно и развито в Западной Европе, там существуют десятки «музеев под открытым небом», где живут и трудятся люди в обстановке былых времён.
  - Бытовая / гражданская реконструкция — воссоздание копий материальных предметов, различных культурных моделей (обряды, праздники) и даже отдельных событий прошлого[1].
  - Кулинария и сервировка[2][3],
  - Музыкальная (с опорой на музыкальную археологию[4], а также этномузыкологию) и танцевальная (с опорой на этнохореологию) реконструкции.
  - Игры.
- Турниры (а также бугурты — реконструкция полевых сражений). Сутью этого направления является изучение и применение на практике военного искусства определённой эпохи. Многое берётся из источников того времени, кое-что додумывается людьми исходя из здравого смысла. В результате получается зрелищное представление, посмотреть которое будет интересно каждому, ведь вблизи все воспринимается особенно остро. Турниры могут разделяться на постановочные (для зрителей или же просто эстетики) и спортивные, на которых люди хотят объективно оценить свои силы, умения.

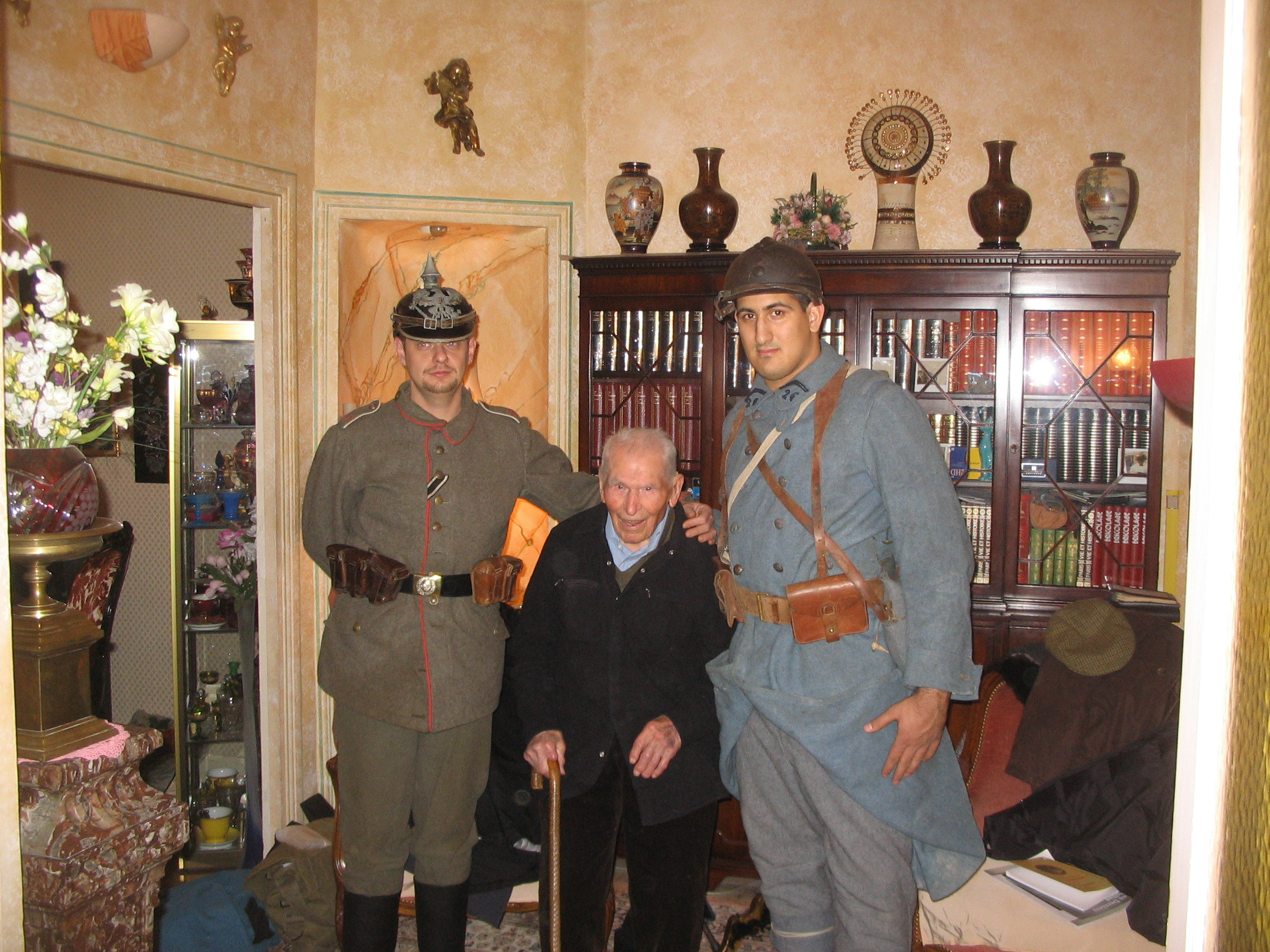
Лазаре Понтичелли — последний оставшийся в живых подтверждённый участник Первой мировой войны со стороны Франции (скончался 12 марта 2008 года) с участниками исторической реконструкции, одетыми в униформу солдат той эпохи

- Медицинская реконструкция[5].

### Эпохи
Наиболее популярные эпохи исторической реконструкции:
- Античность;
- Раннее Средневековье (VII—XI век);
- Высокое Средневековье (XII—XIII века);
- Позднее Средневековье (XIV—XV века);
- Новое время (XVI—XVII века);
- Наполеоновские войны;
- Первая мировая война;
- Вторая мировая война;
- Холодная война (военные конфликты 1946—1991 годов)

Это достаточно условное разделение, отражающее лишь наиболее характерные отличия. Внутри каждой эпохи существуют дифференциация по регионам и определённым историческим периодам (для каждой эпохи свои), например, для Высокого и Позднего Средневековья воссозданный комплекс должен укладываться во временные рамки 20 лет, что, понятно, для Второй мировой войны неприемлемо.

## Реконструкторы

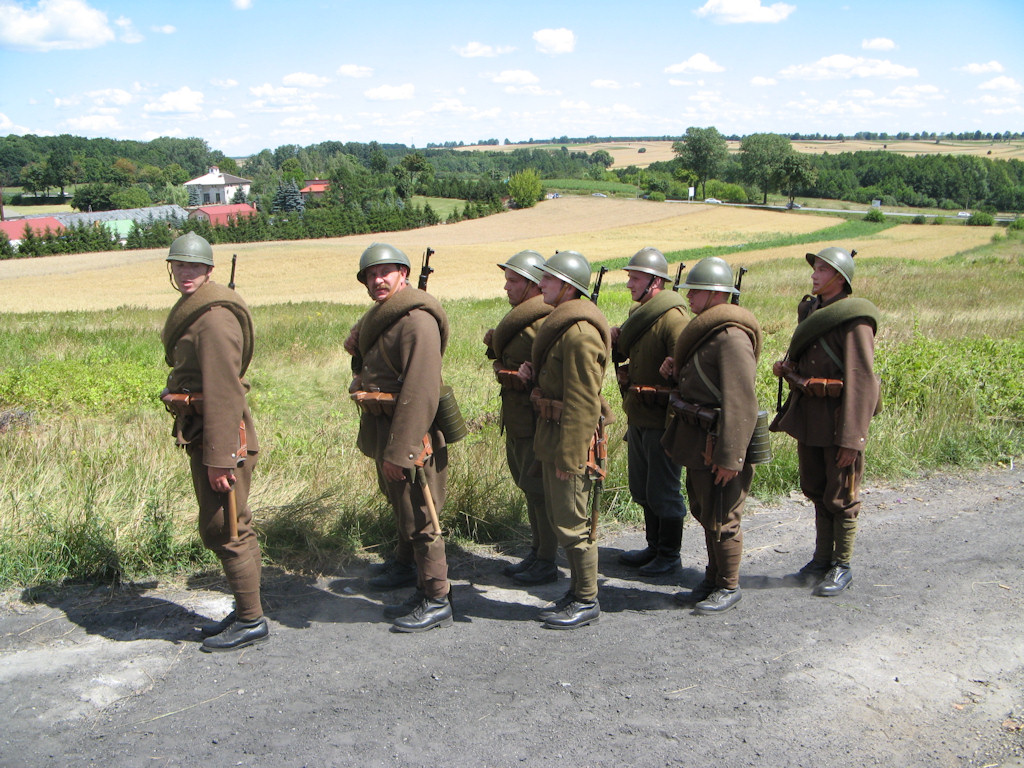
Реконструкция битвы советско-польской войны, 2008 год

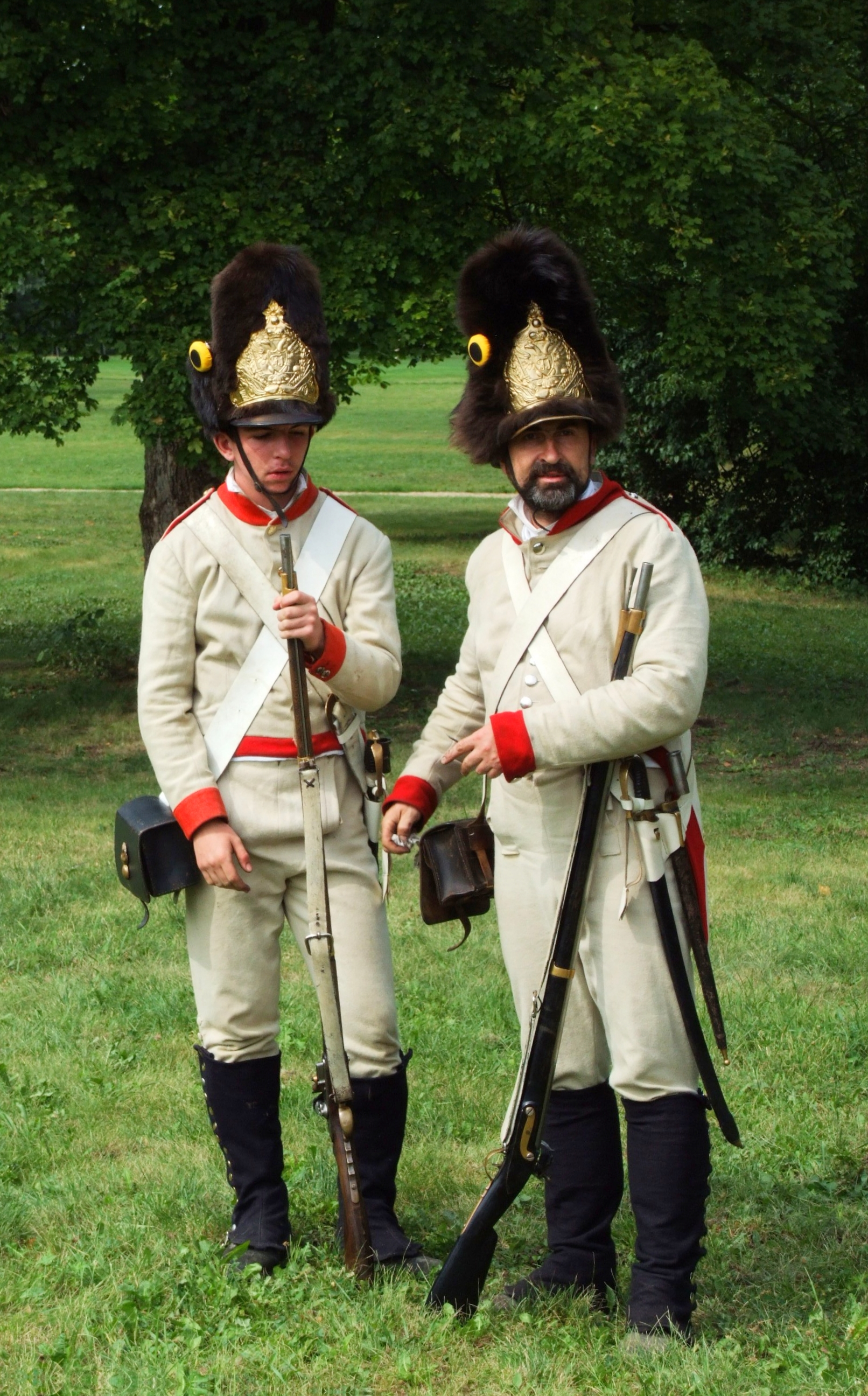
Чешские реконструкторы изображают австрийцев (битва под Аустерлицем)

Реконструкторы — люди, занимающиеся воссозданием быта, ремёсел, традиций и боевого искусства конкретной эпохи конкретного государства. Реконструкторы исследуют исторические материалы об изготовлении оружия, одежды, предметов быта для того, чтобы воссоздать эти предметы по тем технологиям, по которым они изготовлялись. Также исследуются и воссоздаются обычаи и нравы. Многие реконструкторы занимаются воссозданием военной истории и изготавливают себе доспехи и оружие. Многие также занимаются историческим фехтованием.
Историческая реконструкция близка к ролевой игре, и сообщества реконструкторов и ролевиков нередко пересекаются. Зачастую ролевики, начиная серьёзно интересоваться историей, переключаются на историческую реконструкцию и фехтование. Случается и так, что в клубах реконструкторов организуются ролевые отделения, что позволяет и ролевикам и реконструкторам без особых усилий смешивать свою деятельность. Однако это два разных занятия, и их не следует путать и отождествлять.
В отличие от ролевиков, реконструкторы пока ещё не успели полностью оформиться в субкультуру, несмотря на имеющиеся предпосылки к этому (историческая реконструкция как база субкультуры, наличие определённых музыкальных стилей, специфических имиджевых аксессуаров исторической направленности, таких, как историчные кольца и амулеты, и т. д.). Вместе с тем, историческая реконструкция зачастую не подразумевает наличия у реконструктора какого-либо специфического мировоззрения, религиозных либо политических взглядов и т. д. При этом данное дистанцирование в ряде случаев специально подчёркивается. Особенно это актуально для реконструкторов, восстанавливающих исторически неоднозначные организации — такие, как войска вермахта.
В большинстве случаев, реконструкторы объединяются в «Клуб исторической реконструкции» (КИР) или «Клуб исторической реконструкции и фехтования» (КИРиФ) и «Военно-исторический клуб» (ВИК), располагающие собственным помещением для тренировок, хранения снаряжения и одежды, мастерской и т. д. Численность клуба составляет, как правило, 10-30 человек (возможно больше). Крупные клубы могут иметь филиалы в других городах. Внутри клубов может существовать иерархия, в той или иной степени повторяющая иерархическую структуру реконструируемого периода (скажем, структура раннесредневековой славянской дружины или пехотного полка Наполеоновской армии). Члены одного клуба в большинстве случаев имеют определённые отличительные признаки, позволяющие идентифицировать их на крупных мероприятиях (щиты определённого цвета или с определённым узором, цвет мундира, нашивки, особые погоны и т. д.).
Помимо участия в фестивалях, клубы могут организовывать собственные закрытые мероприятия, реконструирующие те или иные события, обряды и т. д. (например, пиры и балы). Члены КИРов часто приглашаются для участия в тех или иных мероприятиях исторической направленности, презентациях, выставках, участвуют в съёмках исторических фильмов (характерный пример — фильм «Александр. Невская битва», где участвовал К. А. Жуков и ещё около 150 человек). Помимо «клубных» реконструкторов, существуют также реконструкторы, не принадлежащие к какому-либо конкретному клубу и занимающиеся реконструкцией самостоятельно. В среде реконструкторов таких людей иногда называют эсэсэрами (ССР — «Сам Себе Реконструктор»).

## История

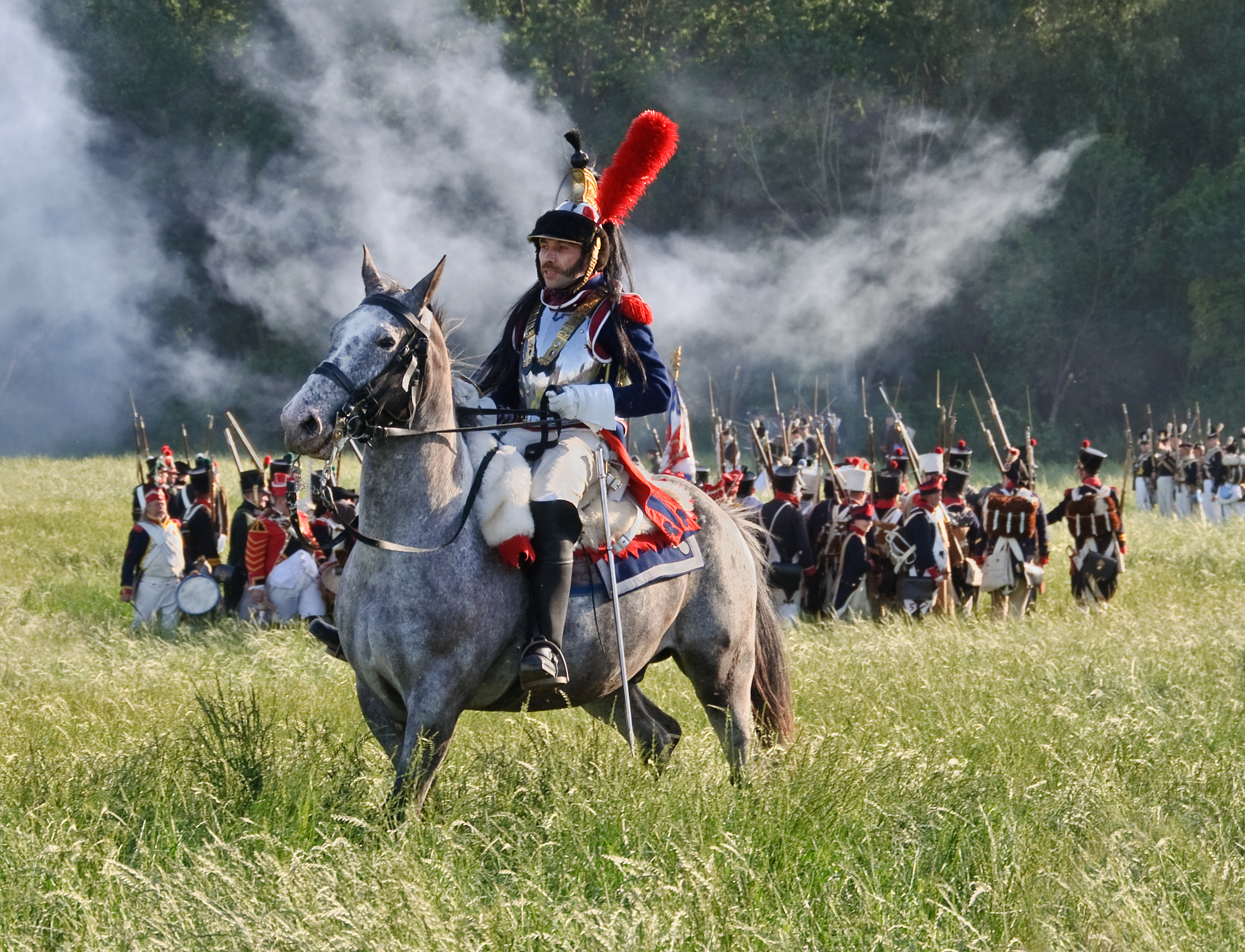
Реконструкция битвы при Ватерлоо на историческом поле, 2011 год

Среди истоков исторической реконструкции стоит отметить французский обычай воспроизведения Битвы при Ватерлоо, зародившийся спустя несколько десятилетий после самой битвы.
В Японии сохранившейся до настоящего времени традицией являются театрализованные выступления в жанре исторической реконструкции, проводимые действующими сотрудниками пожарной службы (которые демонстрируют зрителям навыки тушения очага возгорания в одежде, снаряжении и с инструментами пожарных эпохи Эдо).
В Великобритании уже в конце 1970-х годов начали проводить турнир средневековых реконструкторов в графстве Кент (однако для снижения травматизма среди участников конных поединков вместо точных реплик средневекового оружия использовались облегченные копья с древками из бамбука и резиновыми наконечниками, а доспехи было разрешено изготавливать с использованием современных технологий и материалов) и археологические фестивали (посвящённые реконструкции жизни Римской империи).
В 1975 году в городе Балашиха открылся самодеятельный музей кузнечного дела (в котором посетители могли использовать экспонаты для самостоятельного изготовления в кузнице кованых изделий). В Польше в 1977 году в районе Кракова открылся "археологический музей под открытым небом" с элементами реконструкции и воспроизводства технологий. В этом месте (открытом для посещения для туристов) студенты горно-металлургической академии выплавляли металлы в примитивных глиняных печах - так же, как люди, жившие на территории современной Польши примерно две тысячи лет назад.
Военная историческая реконструкция в СССР как хобби появилась в 1976 году в Ленинграде. Это была группа молодых друзей и единомышленников во главе с Олегом Соколовым, которые занимались «живой» историей армии Наполеона. 
В 1985-1987 гг. Географическим обществом СССР была организована комплексная научная экспедиция "Нево", в которой участвовали свыше 100 человек в составе 18 групп, прошедшие 11 тыс. км по рекам от Балтийского до Чёрного моря (экспедиция представляла собой реконструкцию перехода по торговому пути "из варяг в греки"). В результате было экспериментально доказано, что на характерных для IX - XI вв. парусно-весельных судах типа торговой ладьи 2720 км маршрута можно преодолеть за 90-95 дневных переходов.
В 1987 году в связи с 175-летием Отечественной войны 1812 года первые клубы реконструкторов СССР устроили поход по местам боевой славы этой войны. Это считается началом организованного движения реконструкции в России.
В исторической реконструкции есть множество направлений, в том числе и спортивное. В России существует[когда?] несколько федераций исторического фехтования. Регулярно проводятся спортивные турниры по историческому средневековому бою.
В США проводятся регулярные исторические реконструкции битв и событий Гражданской войны и освоения Дикого Запада, такие как битва при Йорктауне.

## Фотогалерея

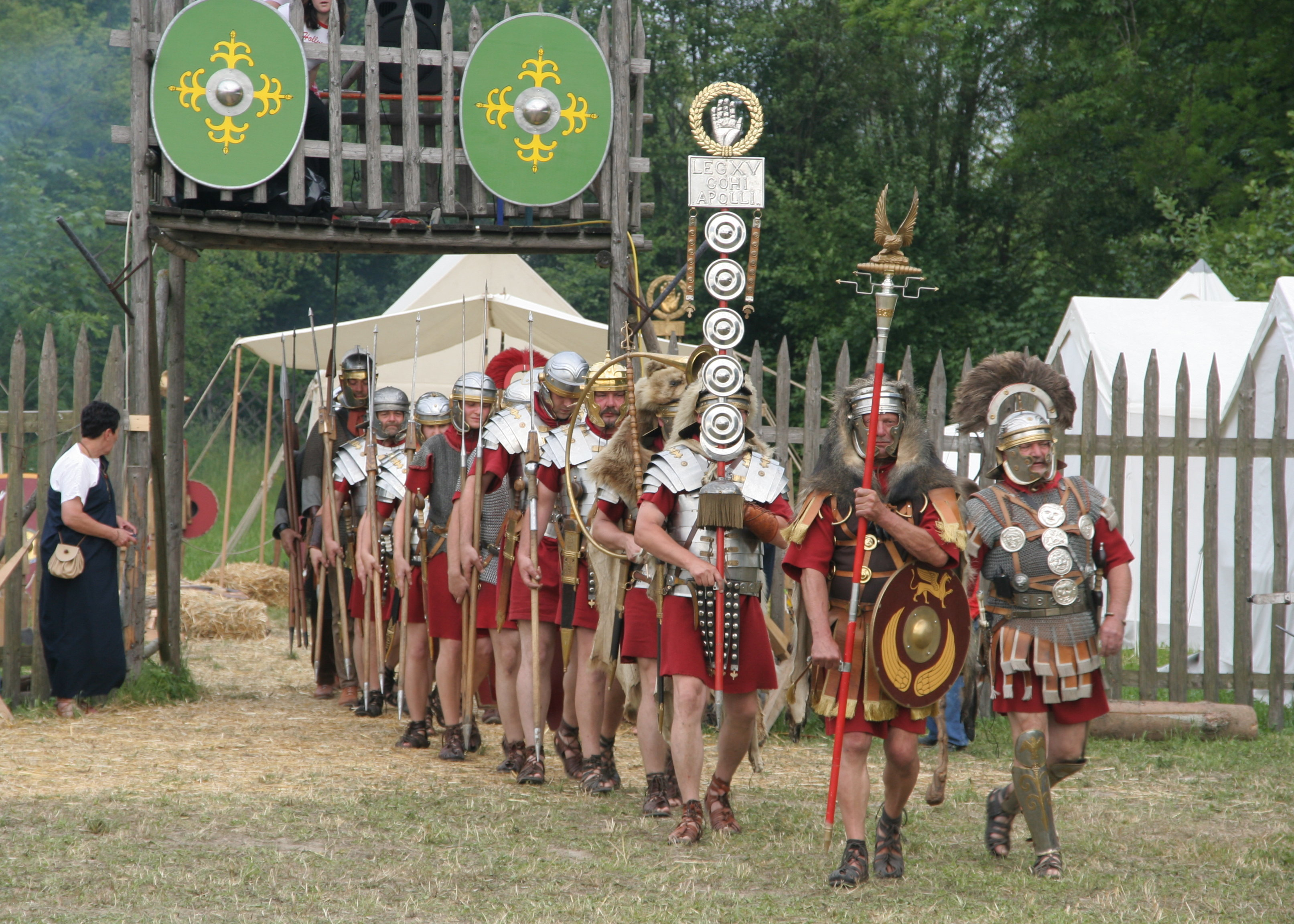
Австрийская реконструкция римской центурии
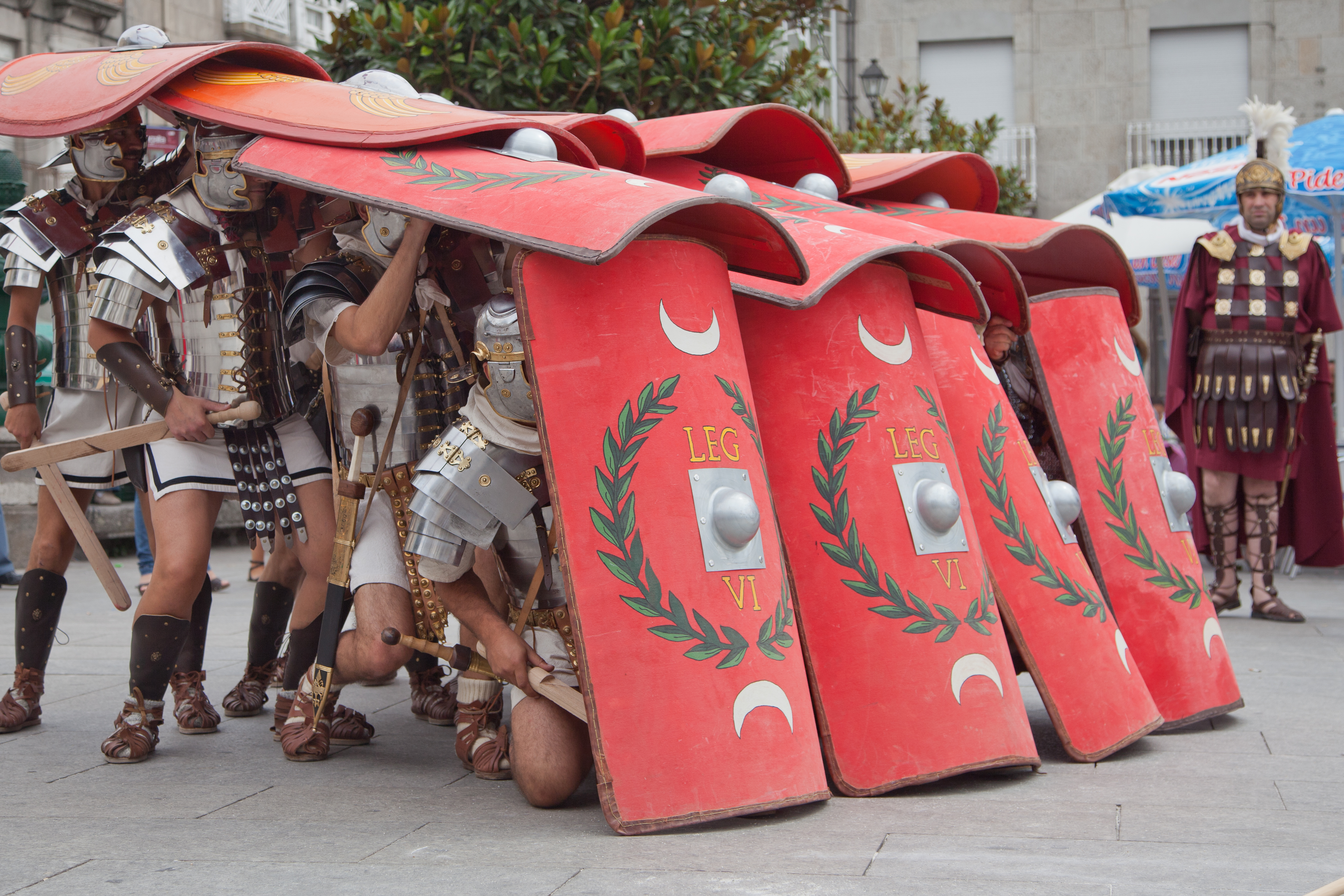
Праздник забвения в Хинсо-де-Лимия, 2011 год.
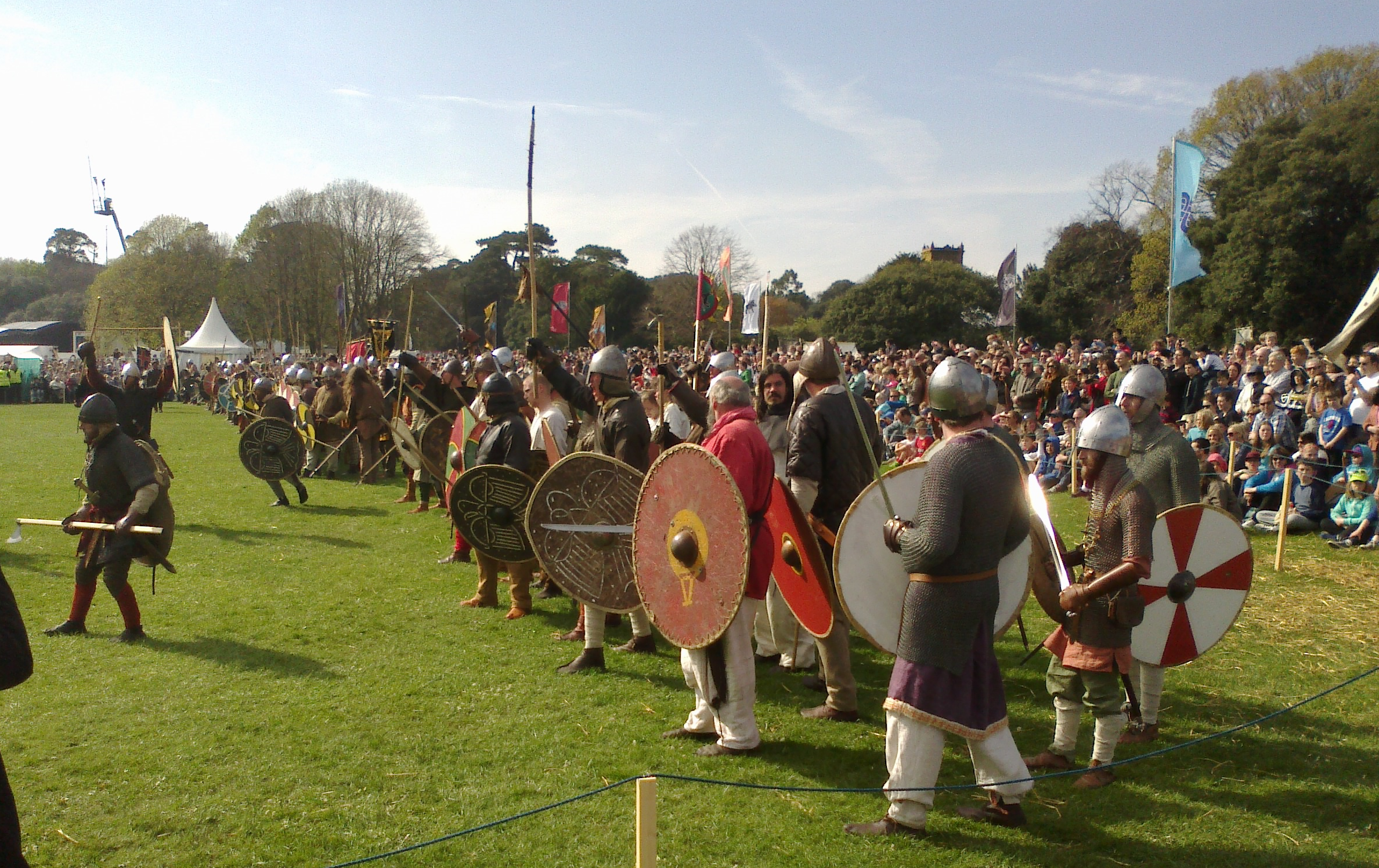
Реконструкция битвы при Клонтарфе в Дублине, 2014.
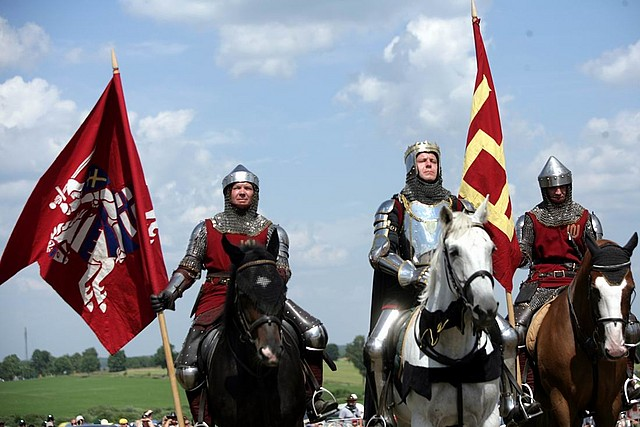
Польская реконструкция битвы под Грюнвальдом, 2010
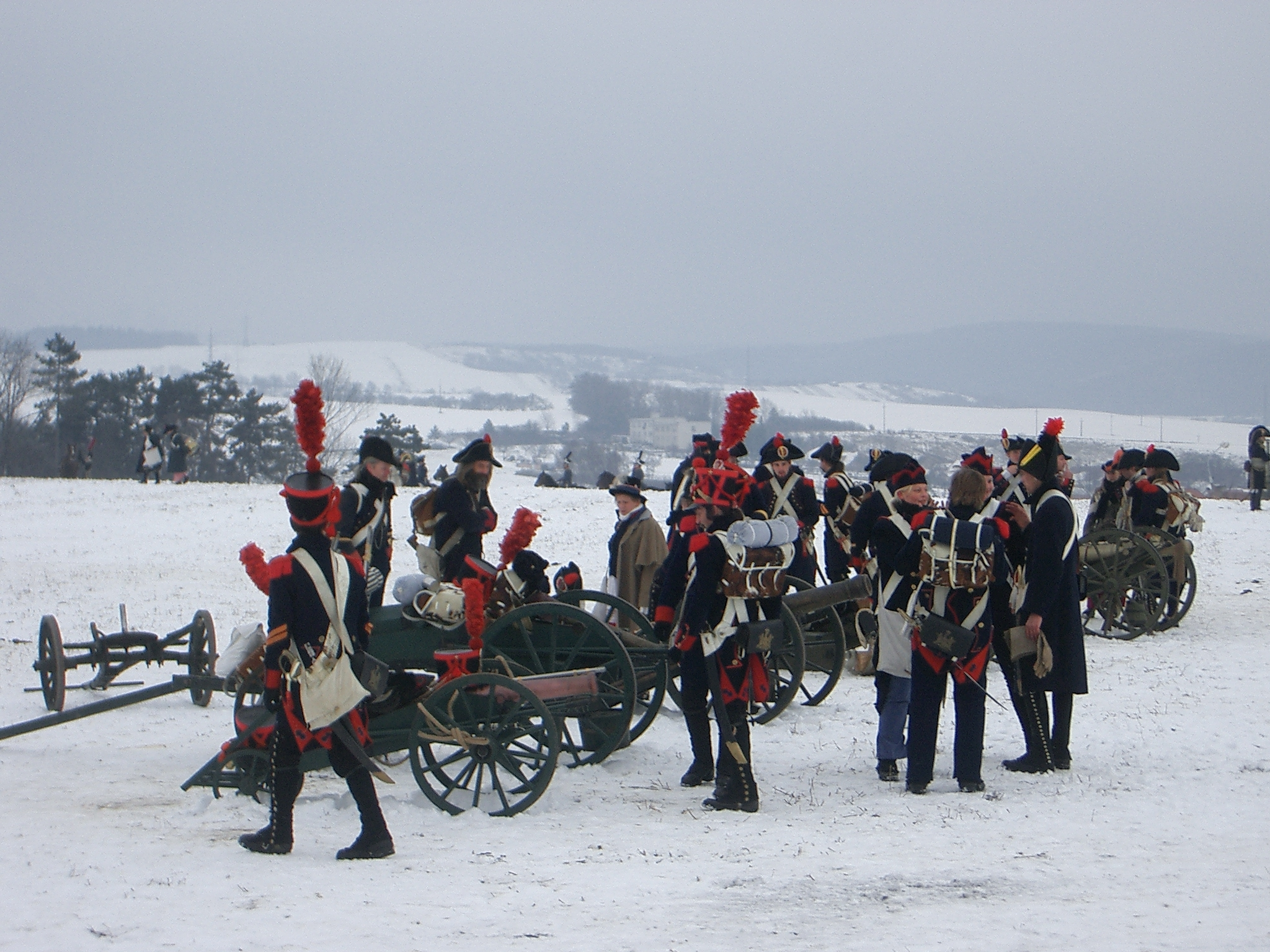
Реконструкторы изображают французских артиллеристов на историческом поле (битва под Аустерлицем), 2005.
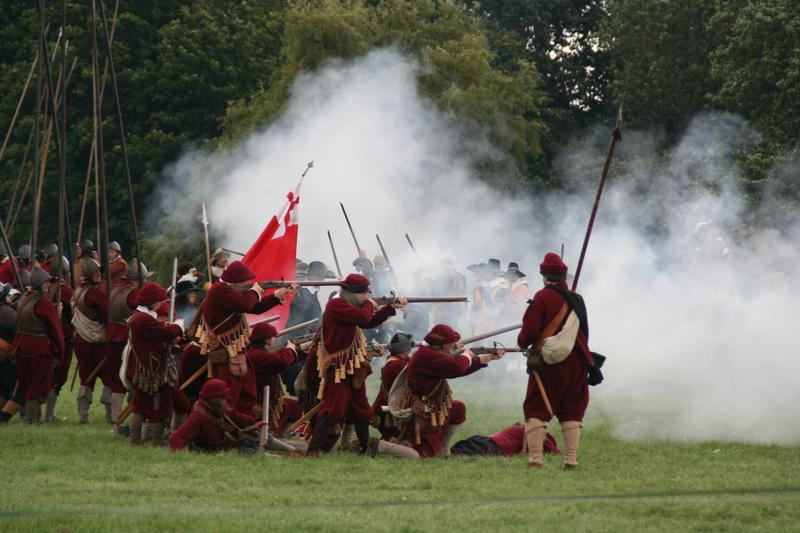
Реконструкция сражения при Несби Гражданской войны в Англии, 2006
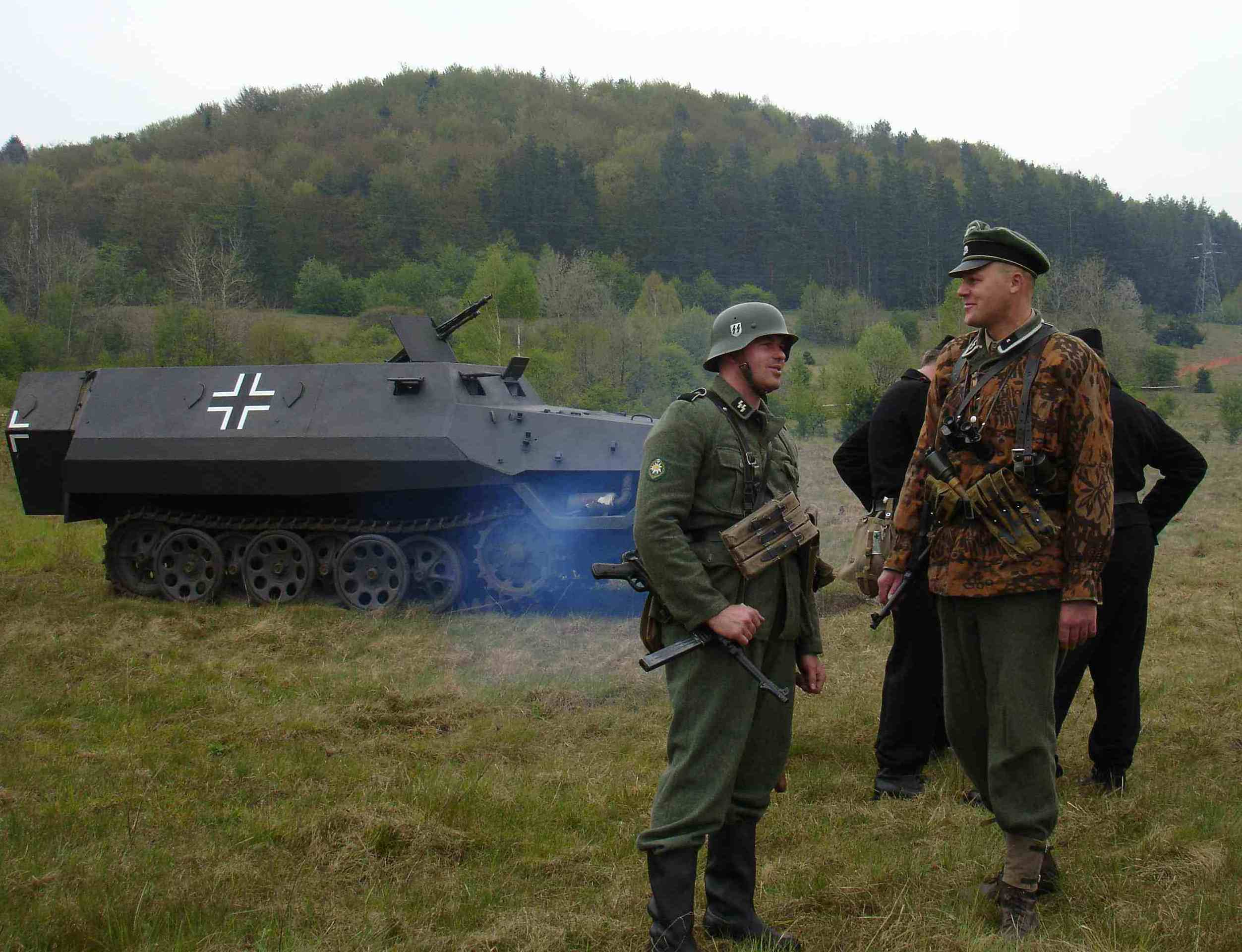
Реконструкция в Саноке с тем же бронетранспортёром (28-я дивизия СС «Валлония»), 2007
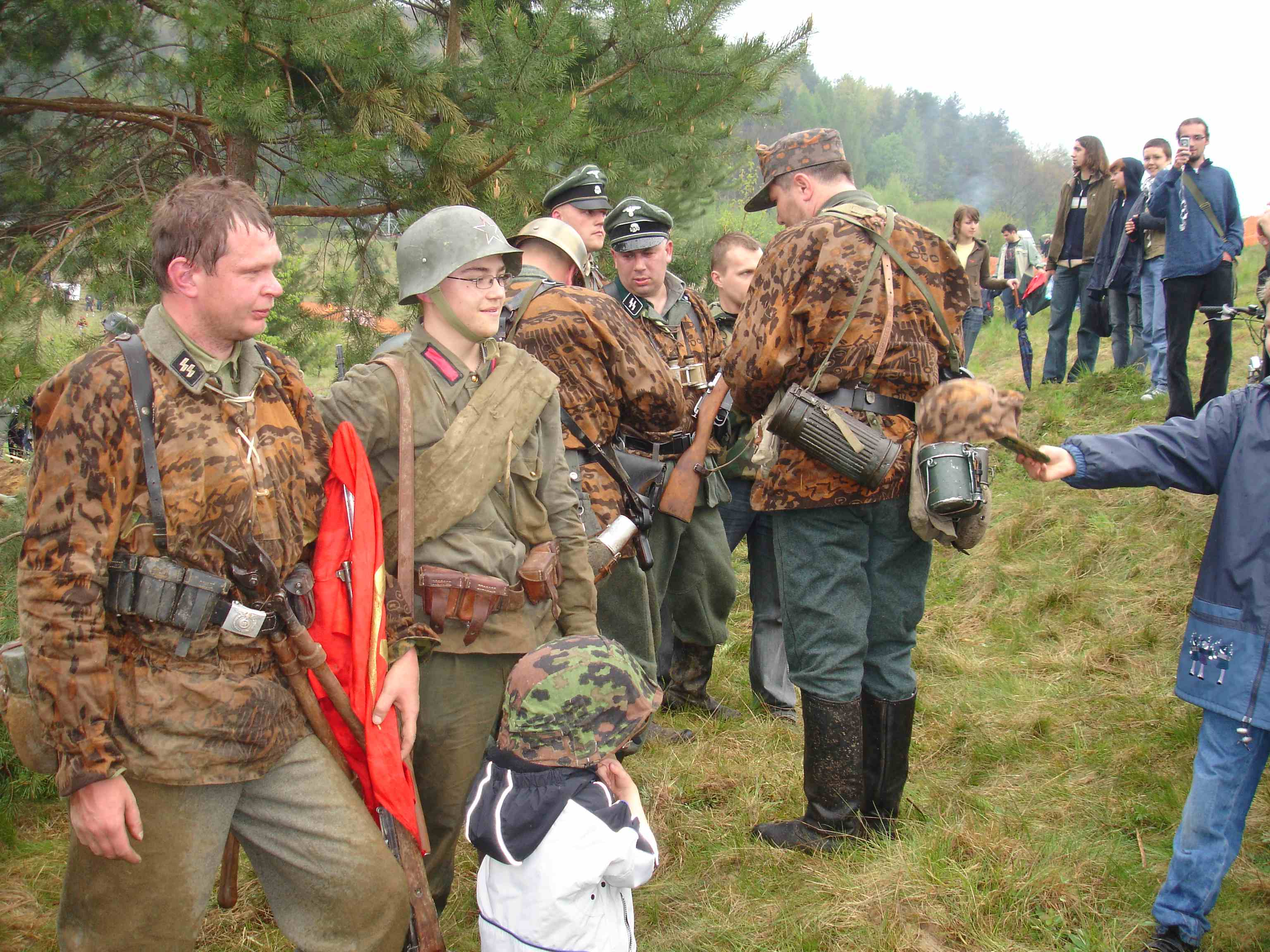
Польские реконструкторы (Приграничное сражение у т.н. Линии Молотова), 2007
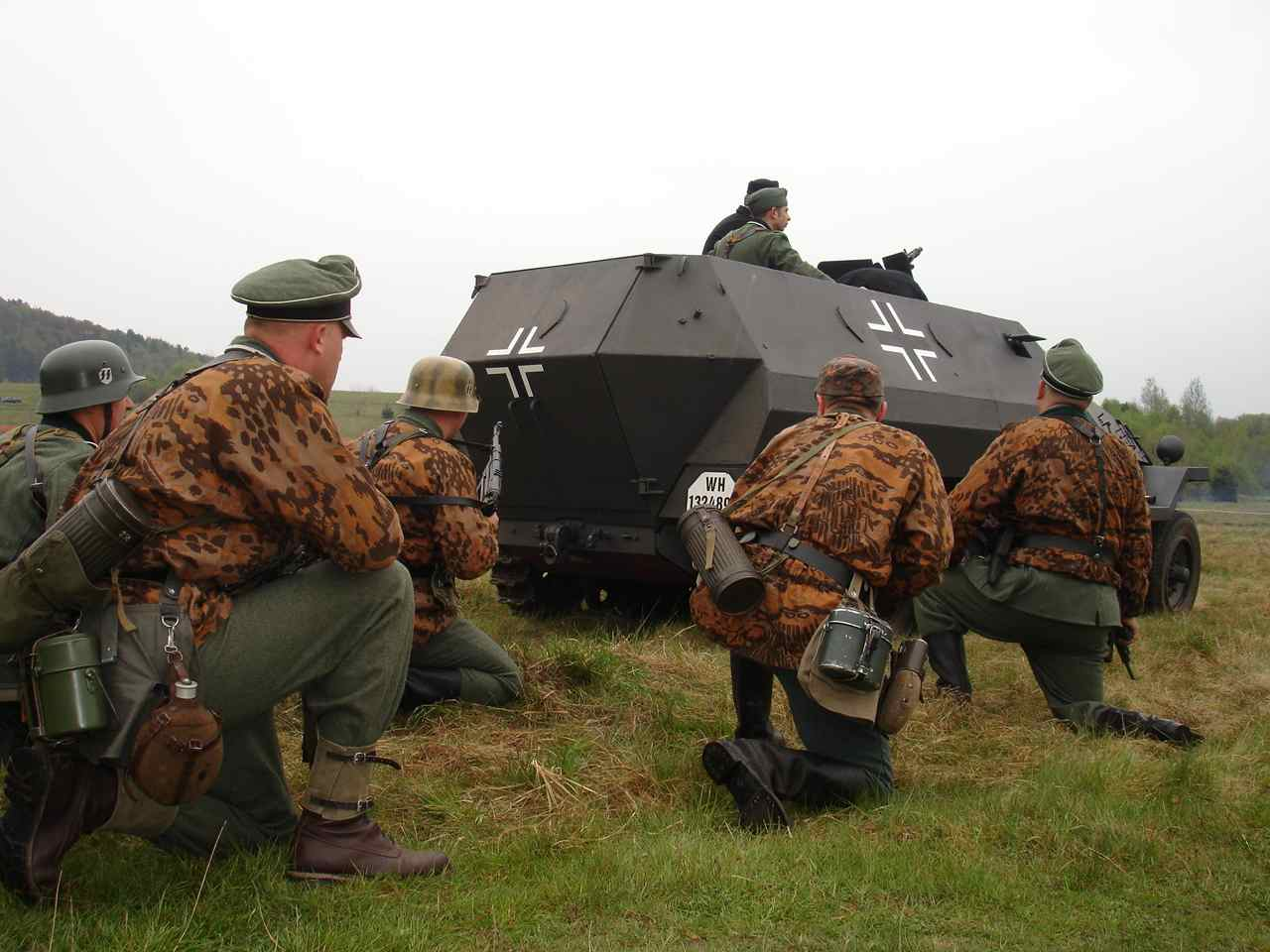
Они же, роль немецкого БТРа Sd Kfz 251 исполняет его чехословацкая послевоенная копия OT-810[пол.]
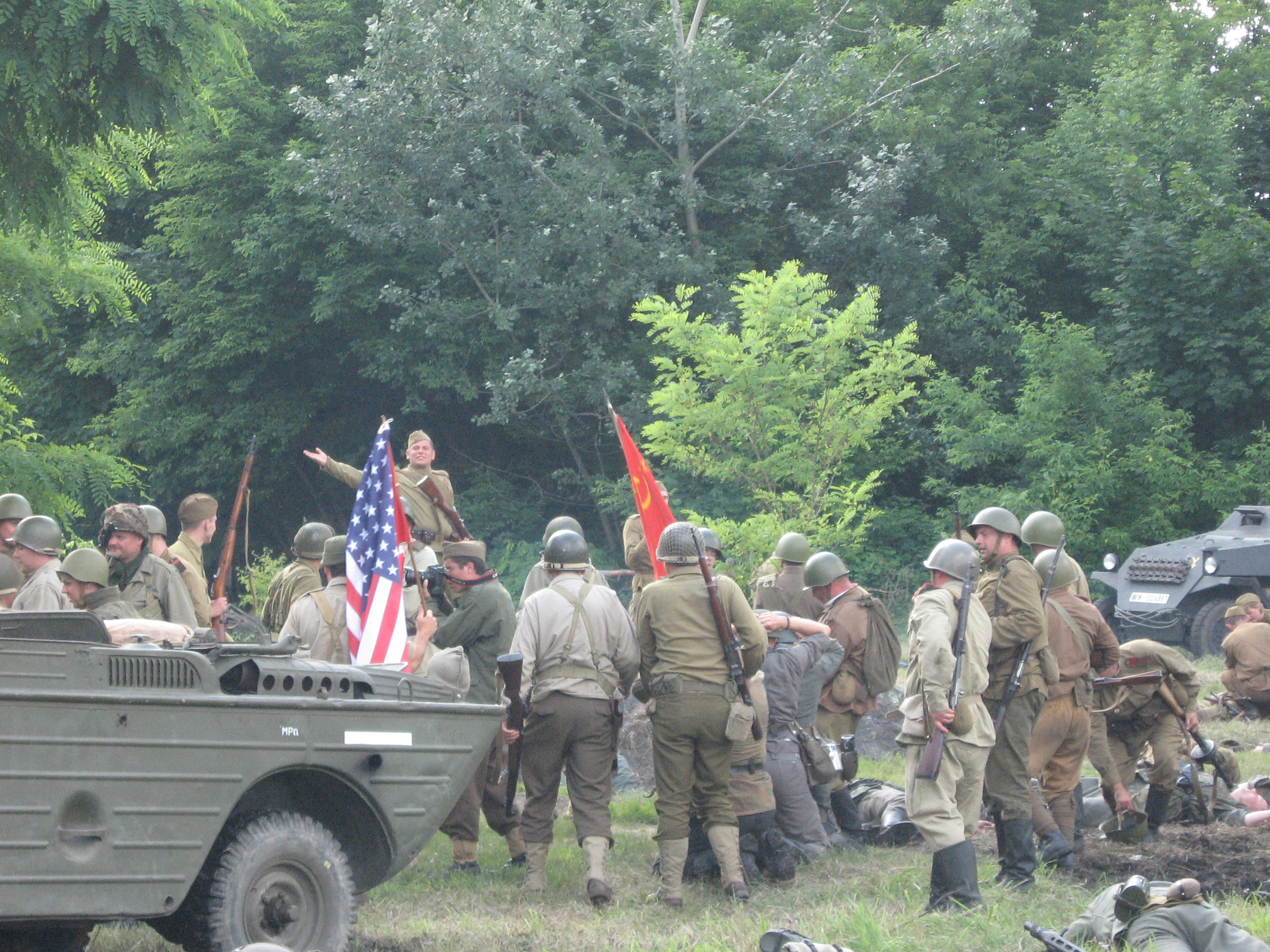
Реконструкция соединения союзников на Эльбе, 2010
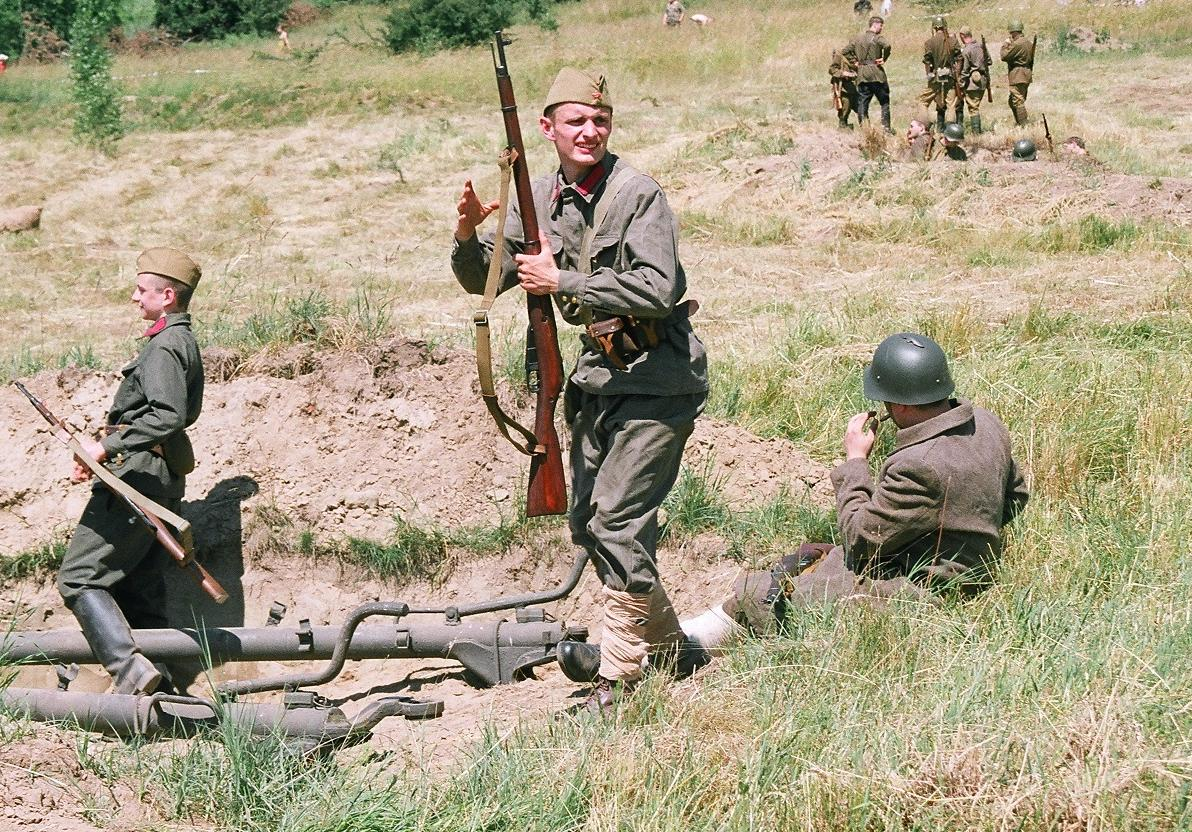
Реконструкторы, изображающие красноармейцев (приграничное сражение 1941 года), 2008
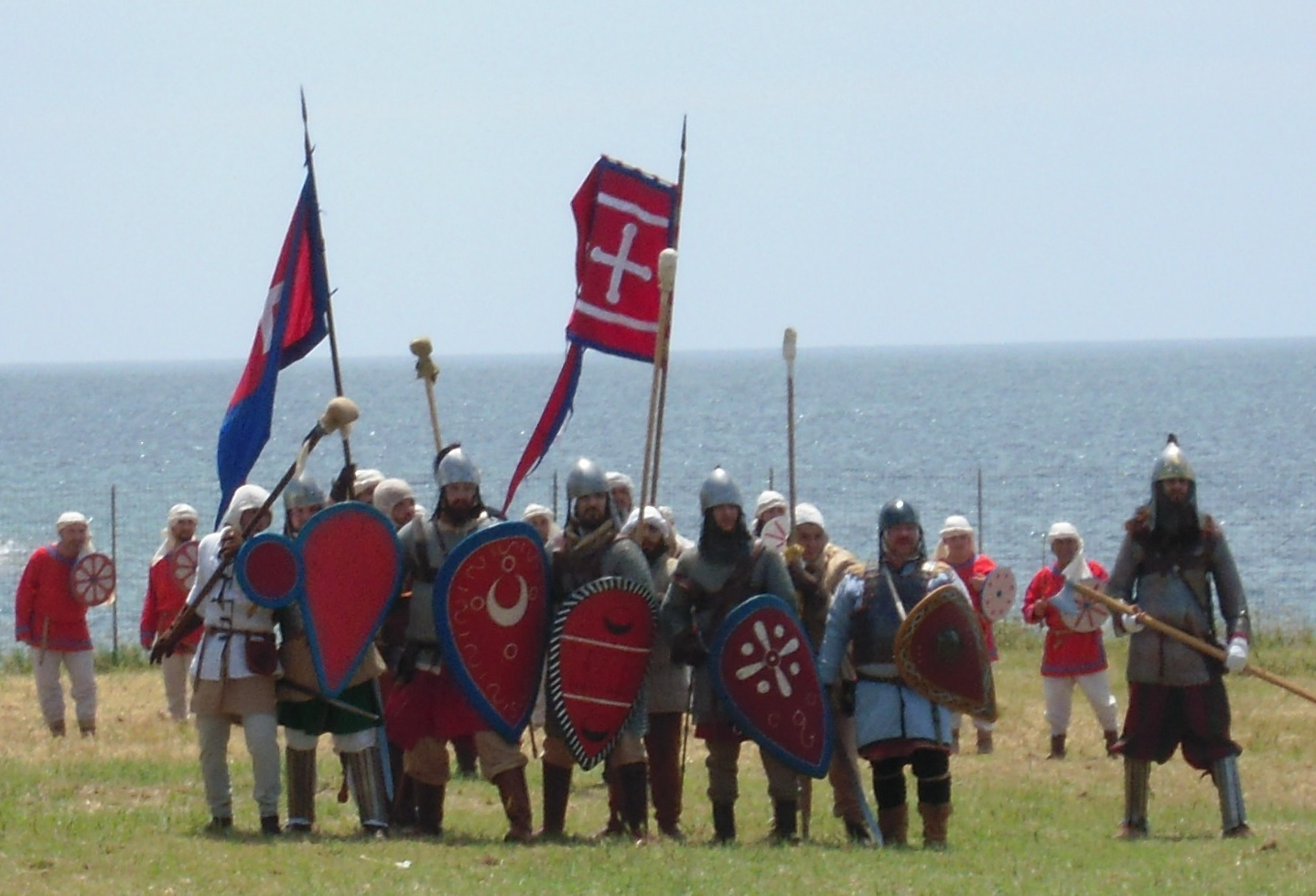
Византийская пехота (XI век) с флагом Империи
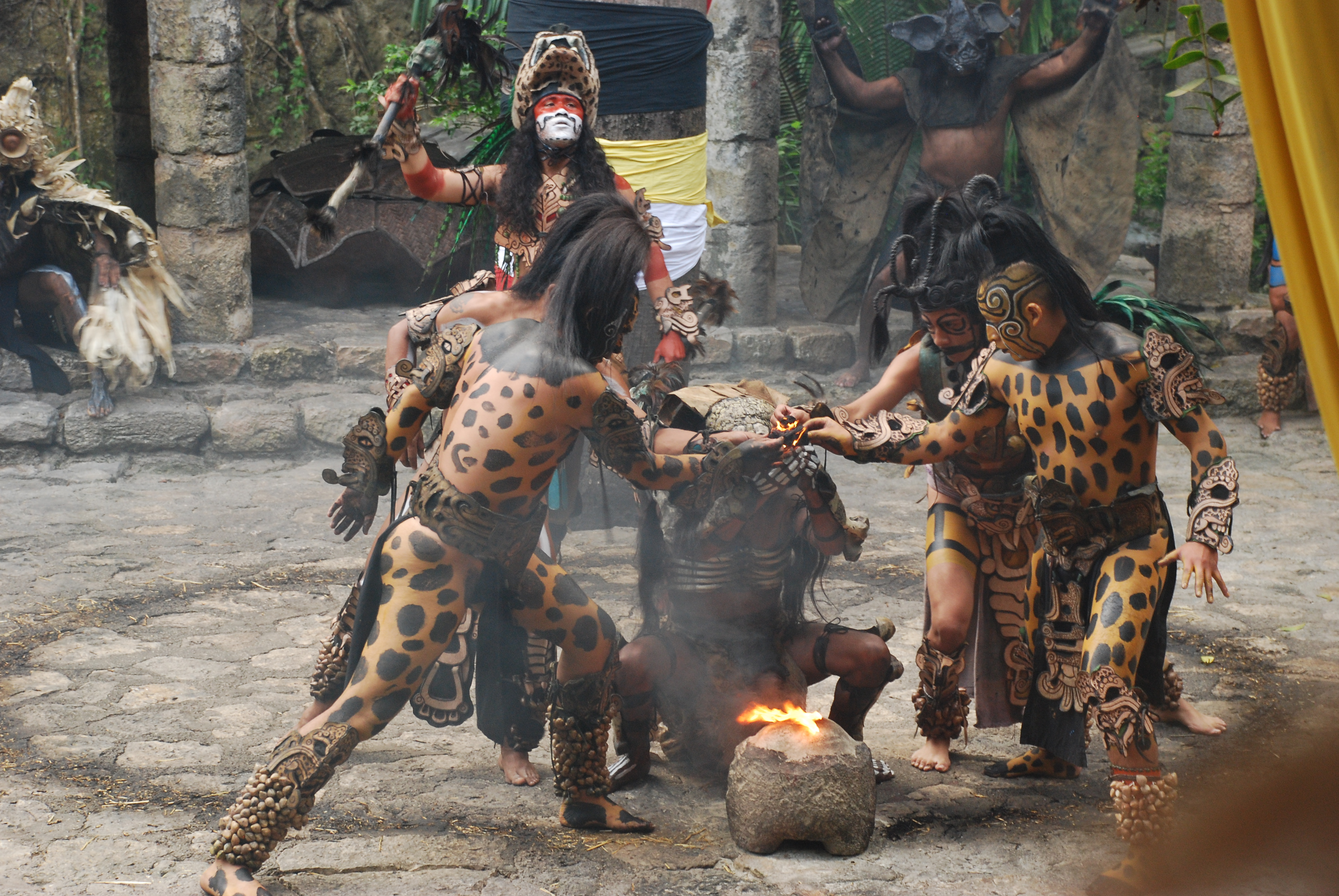
Мексиканцы разыгрывают ритуальную сцену древних майя, 2012 год